# Воинская честь
Воинская честь (честь воинская) — собирательное понятие, объединяющее собой морально-этические принципы и нормы поведения отдельного военнослужащего или военного коллектива.
Воинской честью регламентируется отношение к воинскому долгу, к военному сообществу, к самому себе и к своим обязанностям.
Понятие воинской чести также в значительной степени определяет отношение гражданского общества к военнослужащим как к своим защитникам. Одним из основных символов воинской чести считается боевое знамя. В исторической ретроспективе понимание смысла воинской чести менялось в зависимости от господствующих идеологических и нравственных установок общества, а также от назначения вооружённых сил и их природы.
В Российской империи в первом по времени военно-уголовном кодексе «Уложение или право воинского поведения генералов, средних и меньших чинов и рядовых солдат» одним из видов наказания было позорное лишение воинской чести.